# Chartered Society of Designers
La Chartered Society of Designers (CSD) est un organisme professionnel britannique destiné aux designers, le seul au monde agréé par une charte royale. 
Initiée en 1898, et refondé en 1930, la CSD intègre une multi-disciplinarité : design intérieur, de produit, graphique, de mode et textile et compte 3000 membres, venant de 34 pays différents.